# راسل سیمونز
راسل سیمونز (انگلیسی: Russell Simmons؛ زادهٔ ۴ اکتبر ۱۹۵۷) یک کارآفرین اهل ایالات متحده آمریکا است.